# Forgive Durden
I Forgive Durden sono un gruppo musicale statunitense formatosi a Seattle nel 2003.

## Storia
La band viene fondata nel 2003 dal cantante e chitarrista Thomas Dutton, a cui si aggiunge successivamente il compagno di scuola Jesse Bauer in veste di bassista e il batterista Andy Mannino. I tre debuttano nel 2003 con l'EP Bandages & Royalty, seguito da When You're Alone, You're Not Alone, altro EP pubblicato nel 2004.
Successivamente si aggiunge alla band il chitarrista Thomas Hunter. Dopo alcuni tour negli Stati Uniti la band ottiene il suo primo contratto discografico con la Fueled by Ramen verso la fine del 2005, con cui la band pubblica il suo primo album in studio, Wonderland, uscito nel maggio 2006.
Il 27 gennaio 2008 Dutton annuncia che gli altri tre membri dei Forgive Durden lasciano la band in seguito ad alcuni screzi e incomprensioni. Lo stesso anno, con l'aiuto di suo fratello Paul e del batterista Rudy Gajadhar, Dutton pubblica il secondo album della band, Razia's Shadow: A Musical, ricco di collaborazioni con artisti come Aaron Weiss dei mewithoutYou e Max Bemis dei Say Anything.

## Formazione

### Formazione attuale
- Thomas Dutton - voce, chitarra solista (2003 - presente)

### Ex componenti
- Jesse Bauer - basso (2003 - 2008)
- Andy Mannino - batteria (2003 - 2008)
- Thomas Hunter - chitarra ritmica, voce secondaria (2004 - 2008)

## Discografia

### Album in studio
- 2006 - Wonderland
- 2008 - Razia's Shadow: A Musical

### EP
- 2003 - Bandages & Royalty
- 2004 - When You're Alone, You're Not Alone